# كاليفس
كاليفس (باليونانية: Καλύβες)‏ هي مدينة في خانيا في جزيرة كريت في اليونان.
يبلغ عدد سكانها حوالي 1198 نسمة.